# جيمس ستيوارت (سياسي)
جيمس ستيوارت (بالإنجليزية: James Stewart)‏ هو سياسي أسترالي، ولد في 7 سبتمبر 1850 في المملكة المتحدة، وتوفي في 19 ديسمبر 1931 في أستراليا. حزبياً، نشط في حزب العمال الأسترالي. وقد انتخب عضو المجلس التشريعي ولاية كوينزلاند عن دائرة Electoral district of Rockhampton North ‏ (4 أبريل 1896 – 5 يونيو 1901) وانتخب عضو مجلس الشيوخ الأسترالي ‏ عن دائرة كوينزلاند (30 مارس 1901 – 30 يونيو 1917).